# Frederick Treves
Sir Frederick Treves, I baronetto (Dorchester, 15 febbraio 1853 – Losanna, 7 dicembre 1923), è stato un medico e chirurgo britannico.
Molti aspetti della sua vita, privata e professionale, ci sono noti grazie alle pagine della sua autobiografia The Elephant Man and other Reminiscences (1923).

## Biografia

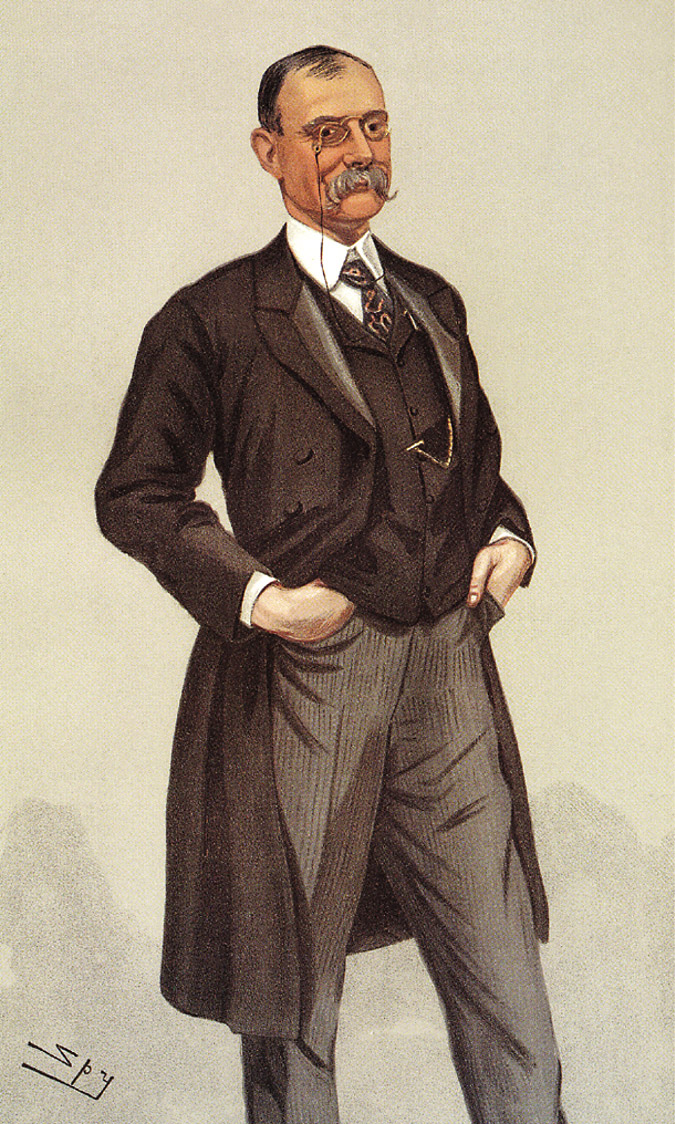
Caricatura di Treves da parte di "Spy" (1900), su Vanity Fair

Frederick Treves nacque a Dorchester il 15 febbraio del 1853. Educato da giovane dal noto poeta del Dorset, William Barnes, che gli infuse l'amore per lo studio e la conoscenza, si formò professionalmente presso il London Hospital, uno dei più importanti ospedali europei nonché sede di un'ottima divisione di chirurgia. L'esperienza al London Hospital fu di fondamentale importanza nella sua crescita come medico e come studioso: lì ebbe modo di analizzare il caso di Joseph Merrick, l'uomo elefante.
Tra il 1899 e il 1902 Treves partecipò come medico militare alla guerra dei Boeri, dove gli fu affidato l'ospedale da campo numero 4. Anche questa fu un'esperienza decisiva nella sua vita tanto che al suo ritorno in Inghilterra gli vennero conferite le onorificenze di compagno dell'Ordine del Bagno e di cavaliere commendatore dell'Ordine reale vittoriano. Memore di alcuni aspetti della vita da campo che non gli piacquero, si impegnò anche in favore dell'ammodernamento degli ospedali e dei corpi medici nei luoghi di battaglia.
Il vero passo in avanti avvenne nel 1894 quando fu nominato chirurgo ufficiale del Duca di York (il futuro Giorgio V) e poi nel 1900 chirurgo della regina Vittoria. Un evento decisivo nella sua carriera di chirurgo reale fu l'operazione chirurgica cui si sottopose il re Edoardo VII nel 1902 prima della cerimonia di incoronazione: Treves riuscì a drenargli un ascesso all'appendice salvandogli la vita e guadagnandosi un ulteriore titolo di Baronetto.
L'operazione interessò molto Treves che iniziò a esaminare più attentamente quell'organo e la sua patologia più comune, l'appendicite (che egli però tradizionalmente definiva peritiflite), tanto da pubblicare numerosi saggi al riguardo. Purtroppo tutto lo studio che vi dedicò non bastò a salvare la vita di sua figlia che morì in tenera età proprio di questa malattia. All'età di 55 anni Treves decise di lasciare la sua attività di medico per dedicarsi maggiormente alla scrittura di libri, articoli, memorie di viaggi e di vita. Morì a Losanna nel 1923.

### L'incontro con Joseph Merrick
(Frederick Treves)

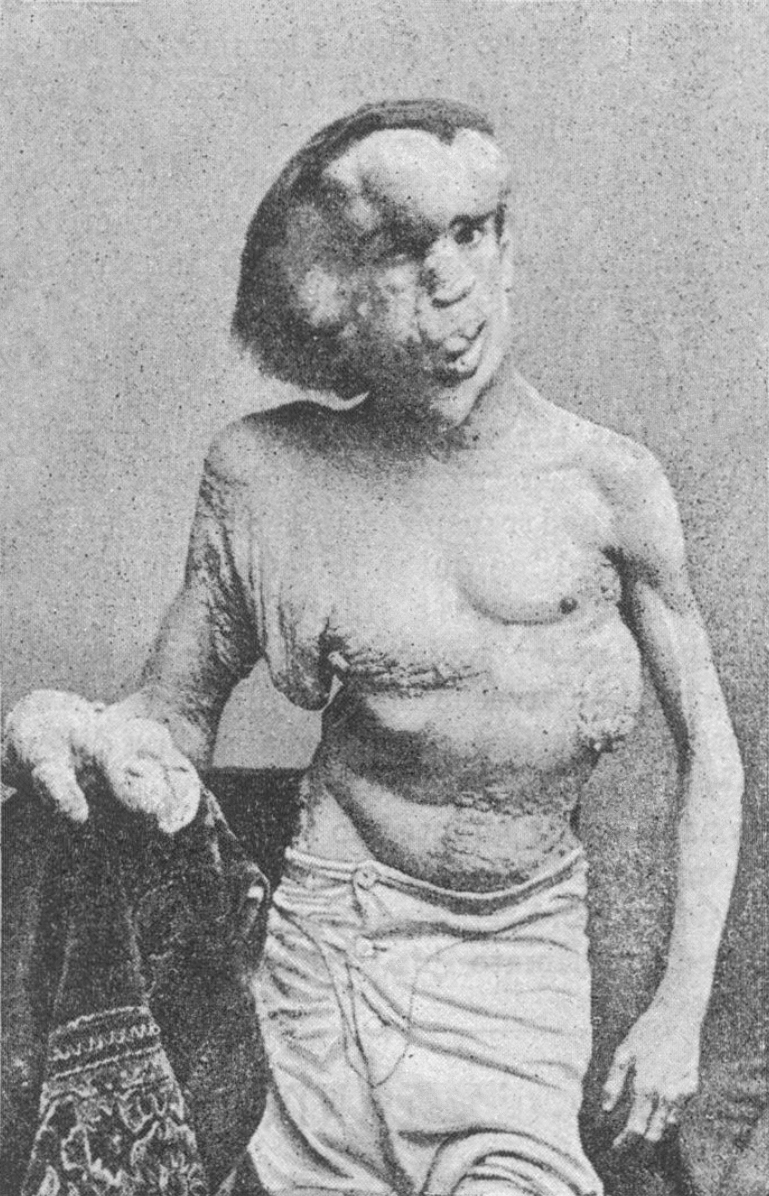
Joseph Merrick a torso nudo, 1889

Joseph Merrick, meglio noto come "l'uomo elefante", nato a Leicester, era affetto da una grave sindrome, la neurofibromatosi (studi recenti affermano che Merrick sia in realtà stato affetto dalla sindrome di Proteo), che lo rendeva in tutto il corpo deforme, eccetto i genitali e il braccio sinistro. Costretto ad una vita di vagabondaggi e di stenti, era diventato un vero e proprio fenomeno da baraccone. Proprio in uno di quei retrobottega a Londra dove viveva rinchiuso per evitare gli sguardi indiscreti (le poche volte che usciva indossava un mantello integrale infatti) ebbe modo di conoscere Frederick Treves.
Costui, presa a cuore la triste sorte di Merrick, decise di offrirgli un letto al London Hospital, dove lavorava. Tra i due nacque una intensa collaborazione: Merrick passò insieme a Treves gli anni più sereni della sua vita. Morì a soli 27 anni nel sonno, per aver dormito in posizione supina, cercando con un ultimo sforzo di essere come tutti gli altri normale (il peso della testa, la parte più deformata, gli impediva di dormire come le altre persone orizzontalmente).

### Altre esperienze professionali
Oltre al celebre episodio dell'uomo elefante, Treves visse un'altra importante esperienza nell'ospedale londinese. Come testimonia in The Elephant Man and other reminiscences (nel capitolo The Old Receiving Room) Treves entrò a contatto con una realtà in cui la scarsa igiene, le tecniche di medicazione arrangiate e una grande diffidenza verso i medici erano solo la parte più piccola di un quadro di degrado ancora più grande. Infatti racconta come un giorno gli capitò di visitare una ragazzina che, data la gravità delle sue condizioni di salute, necessitava di essere operata; nel momento in cui chiese alla madre il consenso per procedere all'operazione, ella così rispose:
(Frederick Treves)
Medico scrupoloso, ligio al dovere e anche acuto osservatore della natura umana, nelle sue più piccole manifestazioni, nel suo libro Treves racconta inoltre che molto spesso anche i suoi pazienti più poveri cercavano di ringraziarlo per il servizio ricevuto in ogni modo, offrendogli doni e persino i loro unici oggetti di valore.
Egli rifiutava nei limiti del possibile, in nome della sua concezione della medicina, una professione nobile e non lucrosa.

## Pensiero e meriti
(Frederick Treves)
Treves fu per molti importanti aspetti un fermo innovatore. Si impegnò fortemente in molte opere volte a migliorare i servizi sanitari negli accampamenti militari situati nelle zone di guerra e negli ospedali da lui visitati.
Inoltre fu un grande studioso della natura umana e dell'anatomia e contribuì attivamente a promuovere l'utilizzo di alcune innovative tecniche negli interventi chirurgici, come ad esempio l'anestesia e l'antisepsi.

## Scritti principali

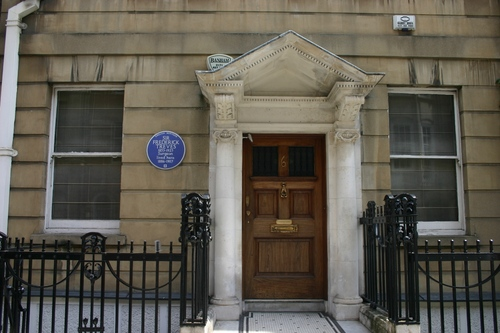
Casa di Frederick Treves-Londra

Sir Frederick Treves fu autore di numerosi articoli scientifici e libri tra i quali:
- The Dress of the Period in Its Relations to health (Allman, London, 1882)
- Intestinal Obstruction: its varieties with their pathology, diagnosis and treatment the The Jacksonian Prize Essay of the Royal Collage of Surgeons of England (Cassell and Company, London, 1883)
- The Anatomy of the Intestinal Canal and Peritoneum in Man (H.K. Lewis, London, 1885)
- A German-English dictionary of medical terms (Churcill, London, 1889)
- A Manual of Operative Surgery (Cassell and Company, London, 1891)
- Surgical applied anatomy (Cassell and Company, London-Paris, 1907)
- The Elephant Man and Other Reminiscences (Cassell and Company, London, 1923)